# Юденич, Николай Николаевич
Никола́й Никола́евич Юде́нич (18 [30] июля 1862, Москва — 5 октября 1933, Канны) — русский военный деятель, генерал от инфантерии (1915). Один из видных генералов Русской армии во время Первой мировой войны, «мастер импровизации». Во время Гражданской войны возглавлял Северо-Западную армию. Последний российский кавалер ордена Святого Георгия II степени.

## Биография
Из дворян Минской губернии. Сын директора Землемерного училища, коллежского советника Николая Ивановича Юденича (1836—1892) и Агнии Никитичны Даль (1836 — после 1892), двоюродной сестры В. И. Даля.
В 1879 году поступил в 3-е военное Александровское училище, которое окончил 8 августа 1881 года с производством в подпоручики армейской пехоты и прикомандированием к лейб-гвардии Литовскому полку. 10 сентября 1882 года переведён в лейб-гвардии Литовский полк с переименованием в прапорщики гвардии. В 1884 году произведён в подпоручики (со старшинством с 30 августа 1884 года), в следующем году — в поручики гвардии (со старшинством с 5 августа 1885 года).
В 1887 году окончил Николаевскую академию Генерального штаба по 1-му разряду и 7 апреля того же года был произведён в штабс-капитаны гвардии. Назначен состоять при штабе Варшавского военного округа. 26 ноября 1887 года переведён в Генеральный штаб с переименованием в Генерального штаба капитаны и назначением старшим адъютантом штаба 14-го армейского корпуса. Цензовое командование ротой отбывал в лейб-гвардии Литовском полку (2 ноября 1889 — 12 декабря 1890). 9 апреля 1891 года назначен обер-офицером для особых поручений при штабе 14-го армейского корпуса. С 27 января 1892 — старший адъютант штаба Туркестанского военного округа. 5 апреля 1892 года произведён в подполковники. В 1894 году участвовал в Памирской экспедиции в должности начальника штаба Памирского отряда.
В 1895 году женился на Александре Николаевне Жемчужниковой (1871—1962), бывшей жене штабс-ротмистра Сычёва.
24 марта 1896 года произведён в полковники и 6 декабря того же года назначен штаб-офицером при управлении Туркестанской стрелковой бригады, 20 сентября 1900 года — штаб-офицером при управлении 1-й Туркестанской стрелковой бригады. С 28 мая по 8 октября 1900 года отбывал цензовое командование батальоном в 12-м гренадерском Астраханском полку.
16 июля 1902 года назначен командиром 18-го стрелкового полка. Командовал этим полком во время Русско-японской войны. Принимал участие в сражении при Сандепу, где был ранен в руку, и Мукденском сражении, в котором был ранен в шею. 19 июня 1905 года произведён в генерал-майоры с назначением командиром 2-й бригады 5-й стрелковой дивизии. За отличия в Русско-японскую войну награждён золотым оружием с надписью «За храбрость» (утверждено высочайшим приказом от 26 февраля 1906 года), 25 сентября 1905 года пожалован орденом Святого Владимира 3-й степени с мечами, а 11 февраля 1906 года — орденом Святого Станислава 1-й степени с мечами.
10 февраля 1907 года назначен окружным генерал-квартирмейстером штаба Кавказского военного округа. 8 июня 1907 года зачислен в списки 18-го стрелкового полка. 6 декабря 1912 года произведён в генерал-лейтенанты и назначен начальником штаба Казанского военного округа. 25 февраля 1913 года назначен начальником штаба Кавказского военного округа. 6 декабря 1909 года награждён орденом Святой Анны 1-й степени, а 9 июля 1913 года — орденом Святого Владимира 2-й степени (со старшинством с 24 апреля).

### Первая мировая война
С началом Первой мировой войны стал начальником штаба Кавказской армии, ведшей бои с войсками Османской империи. На этом посту наголову разбил турецкие войска под командованием Энвер-паши в Сарыкамышском сражении, хотя некоторые современники полагали его роль в этой победе весьма преувеличенной. 24 января 1915 года был произведён в чин генерала от инфантерии и назначен командующим Кавказской армией. В течение 1915 года подразделения под его командованием вели бои в районе города Ван, который несколько раз переходил из рук в руки. 13-16 февраля 1916 выиграл крупное сражение под Эрзурумом, а 15 апреля того же года овладел городом Трапезунд. За это сражение (ещё до его окончания) был награждён орденом Святого Георгия 2-й степени (после него этот орден такой степени в Российской империи больше никто не получал). В марте-мае 1916 успешно провёл Эрзинджанскую операцию, в результате которой была отражена попытка возвращения Трапезунда, фактически разгромлена 3-я турецкая армия и заняты города Мамахатун, Байбурт, Келькит и Эрзинджан.
К лету-осени 1916 года русские войска контролировали большую часть Западной (Турецкой) Армении. 54 % всех сухопутных войск Турции, а также основная часть боеспособных курдских формирований были задействованы именно на этом участке фронта 17 февраля 1917 года наступление продолжилось на Багдадском и Пенджвинском направлениях силами 1-го Кавказского кавалерийского и 7-го Кавказского корпусов.

### После февраля 1917
После Февральской революции Кавказская армия была 2 (15) апреля 1917 года развёрнута в Кавказский фронт, а генерал Н. Н. Юденич в тот же день назначен главнокомандующим войсками этого фронта. Однако после ухода с поста военного министра А. И. Гучкова 2 (15) мая 1917 года новый военный министр А. Ф. Керенский, использовав как повод приказ Юденича перейти к позиционной обороне вместо продолжения наступления в резко ухудшихся условиях, снял его с должности «как сопротивляющегося указаниям Временного правительства» и отправил его в отставку.
Покинув Тифлис, Юденич поселился в Петрограде. По воспоминаниям его жены Александры Николаевны, он как-то зашёл в банк, чтобы взять какую-то сумму денег из своих сбережений. Служащие банка, узнав его, посоветовали немедленно взять все деньги на руки и продать недвижимость. Юденичи продали дом в Тифлисе и земли в Кисловодске. Эти средства обеспечили их на некоторое время вперёд, в том числе и начало периода эмиграции. В августе 1917 года Юденич участвовал в работе Государственного совещания, затем поддержал Корниловское выступление.

### После Октябрьской революции
Нелегально проживал в Петрограде, скрываясь на верхнем этаже в доме «Русского страхового общества» на Петроградской стороне, под охраной дворника, бывшего фельдфебеля Лейб-гвардии Литовского полка, который служил с Юденичем ещё в Памирской экспедиции 1894—1895 гг:310.
Его идеи после установления власти большевиков исходили из тезиса о воссоздании «Единой, великой и неделимой России» в пределах её исторической территории; при этом в тактических целях допускалась возможность предоставления культурно-национальной автономии и даже государственной самостоятельности окраинным народам, если они включатся в борьбу против Советской власти.

### В Финляндии
В январе 1919 года (по другим данным, это произошло ещё 28 ноября 1918 года), пользуясь документами на чужое имя, вместе со своей женой и адъютантом Н. А. Покотило пересёк финскую границу и прибыл в Гельсингфорс. «Русский комитет», созданный в Хельсинки в ноябре 1918 года и претендовавший на роль российского правительства, провозгласил его в январе 1919 года лидером Белого движения на Северо-Западе России, предоставив ему диктаторские полномочия. Он пытался вести переговоры с бароном Маннергеймом о совместных действиях против Советской власти, но особых результатов не достиг (вопрос о независимости Финляндии стал роковым в срыве переговоров). Юденичу удалось установить связь с адмиралом Колчаком в Сибири и Русским политическим совещанием в Париже. О целях создаваемой им военной силы лучше всего сказал он сам:

У русской белой гвардии одна цель — изгнать большевиков из России. Политической программы у гвардии нет. Она и не монархическая, и не республиканская. Как военная организация, она не интересуется вопросами политической партийности. Её единственная программа — долой большевиков!:253— Северная жизнь. Гельсингфорс. 1919. № 40.
Весной 1919 года побывал в Стокгольме, где встречался с дипломатическими представителями Англии, Франции и США, пытаясь добиться помощи в формировании русских добровольческих отрядов на территории Финляндии. Кроме французского посланника, согласившегося со взглядами Юденича, все остальные посланники высказались против вмешательства во внутренние дела России.
5 мая, по возвращении из Стокгольма в Финляндию, Юденич с той же целью встретился с регентом Финляндии генералом Маннергеймом. Не отказываясь в принципе от идеи участия финской армии в борьбе с большевиками, Маннергейм выдвинул ряд условий, при выполнении которых ему было бы проще добиться разрешения финского сейма на такое участие — основное — признание независимости Финляндии, а также присоединение к Финляндии Восточной Карелии и области Печенги на берегу Кольского полуострова. Хотя сам Юденич понимал, что «независимость Финляндии есть совершившийся факт» и что в отношениях с Финляндией нужно идти на уступки для получения от неё помощи в борьбе с большевизмом, ему не удалось склонить на эту точку зрения ни Колчака, ни министра иностранных дел Всероссийского правительства С. Д. Сазонова, которые стояли на принципах «непредрешения». В результате финские власти не только не разрешили формировать части из русских добровольцев, но и мешали офицерам, желавшим попасть в Северный корпус, отплыть легально из Финляндии в Эстонию:310.
Ещё 17 апреля 1919 года Всероссийское правительство адмирала Колчака выделило Юденичу 10 млн франков. Деньги шли долго, российский дипломатический представитель в Стокгольме получил первый миллион только в июне:332. 24 мая в Гельсингфорсе Юденич создал и возглавил «Политическое совещание». В его состав вошли А. В. Карташёв, П. К. Кондзеровский, В. Д. Кузьмин-Караваев, С. Г. Лианозов, Г. А. Данилевский.
5 июня 1919 года Верховный правитель адмирал Колчак известил Юденича телеграммой о его назначении «Главнокомандующим всеми русскими сухопутными, морскими вооружёнными силами против большевиков на Северо-Западном фронте», а 10 июня телеграмма была подтверждена официальным указом.
Получив телеграмму Колчака, отбыл в Ревель, а оттуда на фронт Северо-Западной армии, возглавлявшейся генералом А. П. Родзянко. Объехав армию, 26 июня вернулся в Гельсингфорс, всё ещё пытаясь добиться поддержки Финляндии. Однако после того, как Маннергейм 17 июля утвердил новую конституцию Финляндии, 25 июля президентом страны стал профессор Стольберг, а Маннергейм уехал за границу. Надежда на финскую помощь пропала и 26 июля Юденич отбыл на пароходе в Ревель.

### Северо-Западная армия
Несмотря на недовольство «эстонской группы» старших офицеров, видевшей в приехавших из Финляндии Юдениче и его окружении «чужаков, прибывших на всё готовое», он был принят как гарантия поступления материальной помощи от союзников. Как писал в своих воспоминаниях генерал Ярославцев, один из командиров Северо-Западной армии:

Всё-таки Юденича пришлось принять, так как с его приездом ожидалась помощь от Колчака, материальная и моральная от англичан и американцев и содействием активным выступлением со стороны Эстонии и Финляндии:268—269.
Уже через два дня после получения телеграммы о назначении был получен первый миллион франков из 10 млн, отпущенных Всероссийским правительством Юденичу ещё в апреле. 17 июля были выделены ещё 100 миллионов рублей. А 5 сентября 1919 года совет министров Всероссийского правительства постановил:

Разрешить военному министру отпустить в распоряжение генерала Юденича тридцать восемь миллионов крон на содержание его армии в счёт имеющего быть представленным генералом Юденичем перечня расходов по чрезвычайному сверхсметному кредиту на нужды военного времени:268.
Эти деньги в процессе пересылки переводились в другие валюты (фунты стерлингов, финские марки, шведские кроны). В итоге из данной суммы Юденич успел получить только около 500 тыс. фунтов стерлингов:332.
11 августа 1919 года под давлением английских генералов Х. Гофа и Ф. Марша было создано Северо-Западное правительство, в которое вошли кадеты, эсеры и меньшевики и которое подтвердило государственный суверенитет Эстонии. Юденич вошёл в это правительство в качестве военного министра.
В течение августа успешно занимался вопросами снабжения армии. При этом были подготовлены (и с началом похода выпущены в обращение) бумажные денежные знаки достоинством 25 и 50 копеек, 1, 3, 5, 10, 25, 100, 500 и 1000 рублей. На оборотной стороне этих купюр имелась надпись, гласившая, что они подлежат обмену на общегосударственные российские деньги в порядке и сроки, определяемые Петроградской конторой Государственного банка. По сути, это была своего рода наглядная агитация: каждый, получивший такие купюры в качестве платежа, должен был понять, что они станут настоящими деньгами лишь в том случае, если Петроград будет захвачен войсками Юденича.
В сентябре-октябре 1919 года организовал второй поход на Петроград. 28 сентября сравнительно хорошо подготовленная Северо-Западная армия, имевшая в своём составе 4 бронепоезда, 4 броневика и 6 танков английского производства, вместе с эстонскими войсками прорвала оборону Красной армии; 12 октября пал Ямбург, во второй половине октября Северо-Западная армия овладела Лугой, Гатчиной, Красным Селом, Царским Селом и Павловском. К середине октября белые вышли на ближайшие подступы к Петрограду (Пулковские высоты). Однако им не удалось перерезать Николаевскую железную дорогу, что позволило командованию Красной Армии беспрепятственно перебросить подкрепления под Петроград и создать заметное численное превосходство над частями белых. Финны и англичане не оказали наступавшим эффективной помощи. Усилились трения с эстонцами, которых отпугивали великодержавные устремления Юденича и которым большевики пообещали значительные политические и территориальные уступки. Отсутствие резервов и растянутость фронта Северо-Западной армии позволили Красной Армии 21 октября остановить наступление белых, а 22 октября контрударом прорвать их оборону. К концу ноября войска Юденича были прижаты к границе и перешли на эстонскую территорию, где были разоружены и интернированы своими бывшими союзниками.
Во время наступления Юденича на Петроград была сожжена основанная Ломоносовым во владении Усть-Рудица фабрика цветных смальт.
22 января 1920 года Юденич объявил о роспуске Северо-Западной армии. Была сформирована ликвидационная комиссия, которой Юденич передал оставшиеся у него 227 000 фунтов стерлингов. 28 января он был арестован военнослужащими формирования Булак-Балаховича при содействии эстонских властей, но освобождён после вмешательства французской и английской миссий.
24 февраля 1920 выехал из Эстонии в вагоне английской военной миссии вместе с генералами П. В. Глазенапом, А. В. Владимировым и Г. А. Алексинским (25 февраля прибыл в Ригу).

### В эмиграции во Франции
Через Стокгольм и Копенгаген выехал в Лондон. Будучи в Лондоне, не выступал публично и отказался встречаться с репортёрами. Единственным человеком, которому он сделал визит, был Уинстон Черчилль.
Затем перебрался во Францию и обосновался в Ницце, купив дом в предместье Сен-Лоран-дю-Вар. В эмиграции отошёл от политической деятельности.
Принимал участие в работе русских просветительских организаций; возглавлял Общество ревнителей русской истории в Ницце, выступал на его собраниях с докладами о боевых действиях на Кавказе, участвовал в благотворительной деятельности. В доме у Юденичей бывали жившие в Ницце П. А. Томилов, Е. В. Масловский, П. Н. Ломновский, Д. Г. Щербачёв, В. К. Пилкин.
Умер от туберкулёза лёгких 5 октября 1933 года. Был похоронен сначала в нижней церкви в Каннах, но впоследствии его прах был перенесён в Ниццу на кладбище Кокад.

## Память
21 июля 1991 года в память похода Северо-Западной Армии генерала Юденича на Петроград организацией «Русское знамя» был установлен на Пулковских высотах первый памятник белогвардейцам.
20 октября 2008 года в церковной ограде около алтаря церкви Крестовоздвиженского храма в с. Ополье Кингисеппского района Ленинградской области как дань памяти погибшим чинам армии генерала Юденича был установлен Памятник воинам Северо-Западной Армии.

## Военные чины
- В службу вступил (06.08.1879)[30]
- Подпоручик (08.08.1881)
- Прапорщик гвардии (08.08.1881)
- Подпоручик (30.08.1884)
- Поручик (30.08.1885)
- Штабс-капитан (07.04.1887)
- Капитан (26.11.1887)
- Подполковник (05.04.1892)
- Полковник (24.03.1896)
- Генерал-майор за отличие (19.06.1905)
- Генерал-лейтенант за отличие (06.12.1912)
- Генерал от инфантерии (24.01.1915)

## Награды
- Орден Святого Станислава 3-й ст. (22 мая 1889)
- Орден Святой Анны 3-й ст. (30 августа 1893)
- Орден Святого Станислава 2-й ст. (9 июня 1895)
- Орден Святой Анны 2-й ст. (22 июля 1900)
- Орден Святого Владимира 4-й ст. (8 августа 1904)
- Золотое оружие «За храбрость» (5 мая 1905)
- Орден Святого Владимира 3-й ст. с мечами (25 сентября 1905)
- Орден Святого Станислава 1-й ст. с мечами (11 февраля 1906)
- Орден Святой Анны 1-й ст. (6 декабря 1909)
- Орден Святого Владимира 2-й ст. (9 июля 1913, со старшинством с 24 апреля)
- Орден Святого Георгия 4-й ст. (13 января 1915)
- Орден Святого Георгия 3-й ст. (4 августа 1915) — «За выдающееся руководство июльской операцией Кавказской армии в Ванском вилаете и долине реки Евфрата, благодаря каковому руководству доблестными Кавказскими войсками, при ограниченных войсковых и материальных средствах, достигнуты весьма серьёзные результаты выразившиеся в поражении и большом расстройстве сильной турецкой группы, сосредоточенной против нашего левого фланга[31].»
- Орден Белого орла с мечами (1915)
- Орден Святого Георгия 2-й ст. (15 февраля 1916) — «В воздаяние отличнаго выполнения, при исключительной обстановке, блестящей боевой операции, завершившейся взятием штурмом Деве-Бейнской позиции и крепости Эрзерума 2 февраля 1916 года.»
- Орден Святого Александра Невского с мечами (1916)

иностранные:
- Бухарский орден Благородной Бухары 2-й степени (1897)
- Французский орден Почётного легиона, Большой крест (1916)
- Французский Военный крест (1916)
- Британский орден Святого Михаила и Святого Георгия, Большой крест (1916)
- Британский орден Бани 2-й степени, Knight Commander (1916)